# Тургеневское городское поселение
Тургеневское городско́е поселе́ние — муниципальное образование в Ардатовском районе Мордовии Российской Федерации.
Административный центр — рабочий посёлок Тургенево.

## История
Статус и границы городского поселения установлены Законом Республики Мордовия от 28 декабря 2004 года № 115-З «Об установлении границ муниципальных образований Ардатовского муниципального района, Ардатовского муниципального района и наделении их статусом сельского поселения, городского поселения и муниципального района».

## Население
| 2002  | 2009  | 2010  | 2012  | 2013  | 2014  | 2015  |
| ----- | ----- | ----- | ----- | ----- | ----- | ----- |
| 5294  | ↘5102 | ↗5260 | ↘5190 | ↘5089 | ↘4985 | ↘4942 |
| 2016  | 2017  | 2018  | 2019  | 2020  | 2021  |       |
| ↘4865 | ↘4819 | ↘4744 | ↘4671 | ↘4589 | ↘4453 |       |

## Состав городского поселения
| № | Населённый пункт | Тип населённого пункта                  | Население |
| - | ---------------- | --------------------------------------- | --------- |
| 1 | Светотехника     | посёлок                                 | →0        |
| 2 | Тургенево        | рабочий посёлок, административный центр | ↘4453     |